# AMD Athlon
AMD Athlon – seria mikroprocesorów zaprojektowanych i produkowanych przez firmę AMD. Nazwa pochodzi z angielskiej transkrypcji greckiego słowa αθλο, które można przetłumaczyć jako wyczyn
(w języku angielskim występuje ono między innymi jako rdzeń słów decathlon, heptathlon i pentathlon – odpowiednio dziesięciobój, siedmiobój i pięciobój).

## Athlon Argon/Pluto/Orion

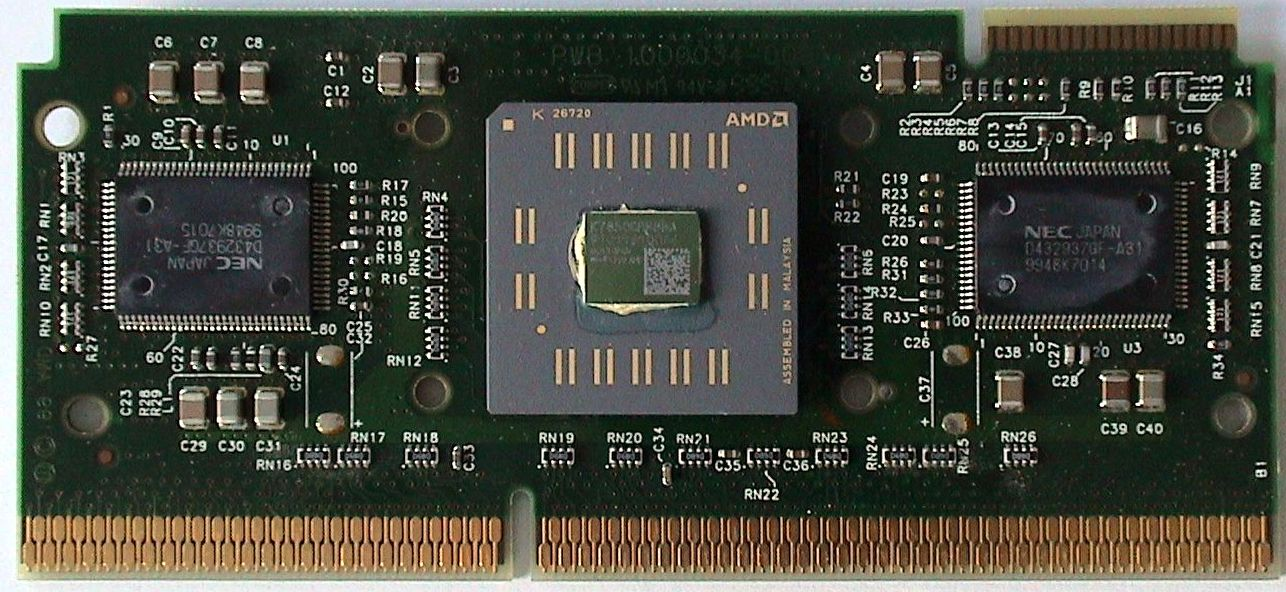
Athlon w wersji dla złącza Slot A

Athlon zadebiutował 21 sierpnia 1999 roku.
Pierwsza wersja rdzenia, nazwana K7 Argon, była taktowana od 500 do 700 MHz. Wprowadzona później odmiana K75 Pluto występowała w wersjach od 550 do 850 MHz, a ostatnia – K75 Orion – od 900 do 1000 MHz. Procesory te używały gniazdo Slot A niekompatybilne z gniazdem Slot 1 używanym przez Pentium II i niektóre wersje Pentium III.
Pod względem architektury wewnętrznej Athlon to bardzo poprawiony K6 z dodatkowym protokołem magistrali EV6. (po raz pierwszy użytym w procesorze DEC Alpha 21264 RISC). W porównaniu z K6 znacznie poprawiono wydajność w obliczeniach zmiennoprzecinkowych i dodano dużą pamięć podręczną pierwszego poziomu (L1 cache) o wielkości 128 kB bezpośrednio na rdzeń procesora. Podobnie jak Pentium II i Pentium III Katmai Intela, Athlon miał także pamięć podręczną drugiego poziomu (L2 cache) o pojemności 512kB, która nie mieściła się bezpośrednio na rdzeniu procesora, ale znajdowała się w jego obudowie i była taktowana niższą prędkością niż rdzeń procesora.

## Athlon Thunderbird
Druga generacja Athlonów – nazwa kodowa „Thunderbird” – zadebiutowała w specyfikacji Slot A, później została zastąpiona formatem Socket A i była taktowana zegarem od 650 do 1400 MHz (650 MHz – 1 GHz dla Slot A). Główną różnicę w porównaniu z pierwszymi athlonami stanowiła struktura pamięci podręcznej. W czasie kiedy Intel zastąpił Pentium III Katmai znacznie szybszą wersją Coppermine P-III, AMD wymieniło 512 kB pamięci podręcznej taktowaną o połowę wolniej niż zegar procesora, na 256 kB pamięci podręcznej taktowanej z pełną szybkością i umiejscowioną na jednym chipie z procesorem (według ogólnej zasady: im więcej pamięci podręcznej, tym lepiej – ale szybsza pamięć podręczna jeszcze bardziej poprawia wydajność).
Thunderbird był najbardziej popularnym procesorem AMD od czasu Am386DX-40 dziesięć lat wcześniej. W tym czasie znacznie poprawiono jakość budowanych płyt głównych i po początkowym okresie, kiedy dostępnych było tylko kilka modeli płyt z Socket A, prawie wszyscy główni producenci płyt głównych zaczęli wypuszczać na rynek modele obsługujące Athlona. W tym czasie AMD otworzyło nową fabrykę w Dreźnie, pozwalając na zwiększenie produkcji i przy okazji na ulepszenie procesu wytwarzania procesorów – podobnie jak Intel, AMD zaczęło używać miedzianych połączeń. W październiku 2000 wprowadzono na rynek Athlon „C” z częstotliwością taktowania magistrali FSB 133 MHz (pozwalając na użycie pamięci DDR266), poprawiając wydajność tej wersji Athlona o około 10% w porównaniu z pierwszymi modelami Thunderbirda.

## Athlon XP
Pod względem szybkości obliczeń Thunderbird z łatwością przewyższał swoich rywali: Pentium III i wczesne Pentium 4. Jednak po debiucie P4 taktowanego zegarem 1,7 GHz w kwietniu 2001 stało się oczywiste, że Thunderbird nie pozostanie liderem na zawsze.

### Palomino

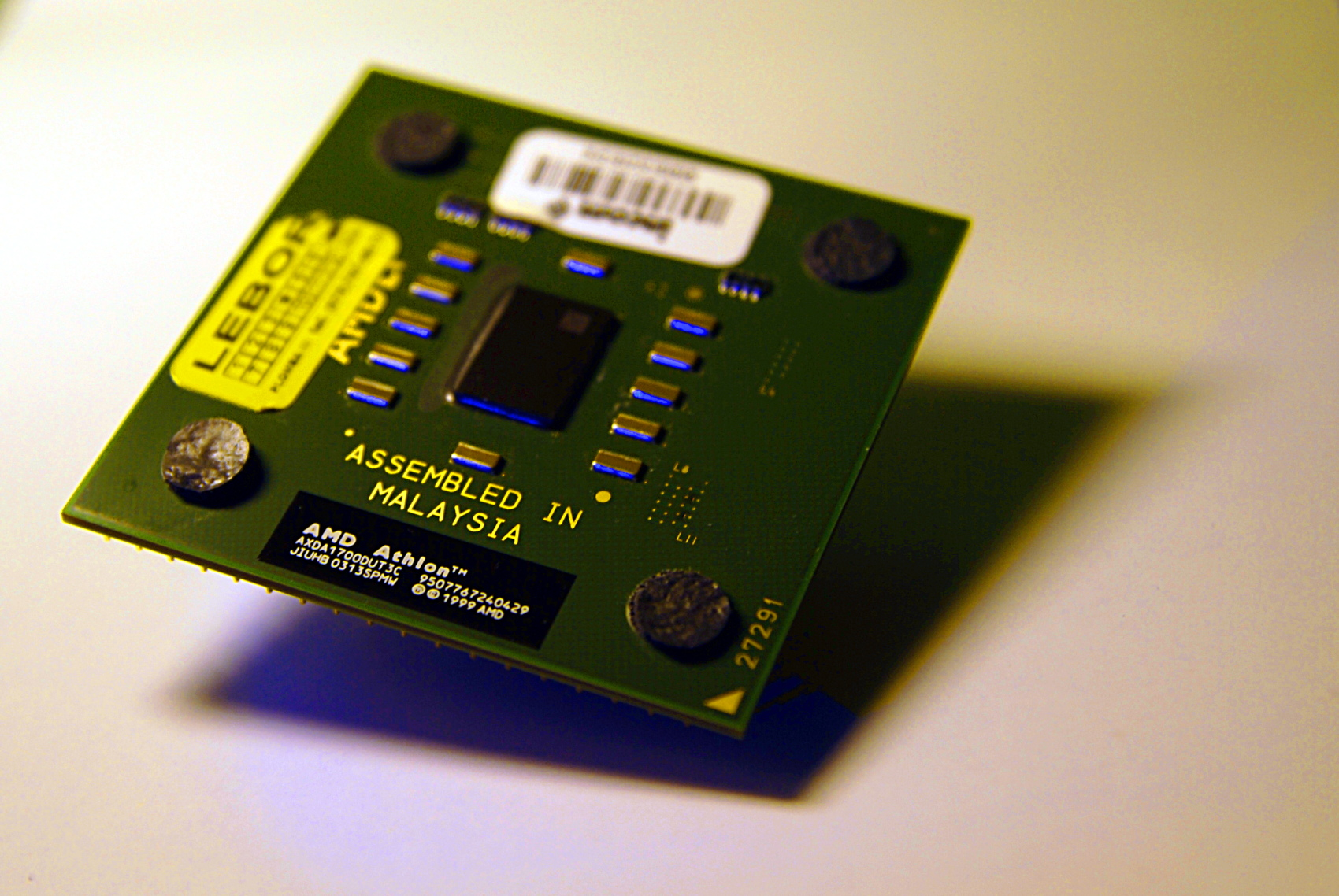
Athlon XP „Palomino” 1700+

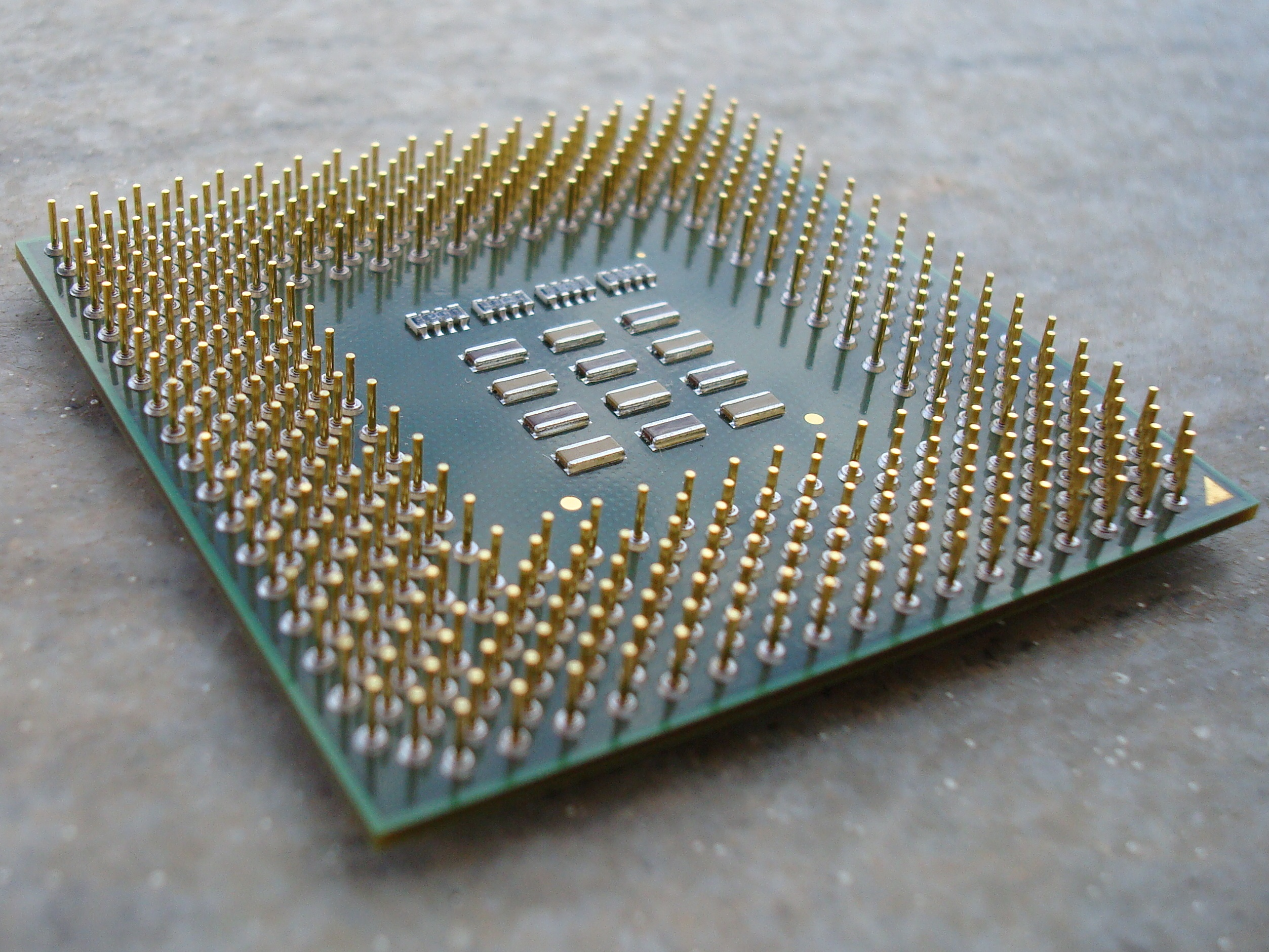
Athlon XP Palomino

Trzecia wersja Athlona, a pierwsza Athlona XP – „Palomino” – została wypuszczona 14 maja 2001. Dołączono w niej obsługę instrukcji SSE (obsługiwanych do tej pory tylko przez Pentium III) nazwanych przez AMD 3DNow! Professional. Pierwsze modele były taktowane zegarami od 1333 do 1733 MHz. Główne zmiany polegały na optymalizacji jądra procesora i spowodowały mniej więcej 10% poprawę wydajności w porównaniu z Thunderbirdem o takiej samej częstotliwości. Zmniejszono także nieco pobór prądu, umożliwiając w ten sposób zwiększenie szybkości taktowania.
Poważnym problemem Palomino był fakt, że generowały one bardzo dużo ciepła. Pierwsza wersja Athlona MP (do zadań wieloprocesorowych SMP) miała bardzo duże kłopoty związane z emisją ciepła.
Wydajność Athlona XP była wyliczana na podstawie systemu PR rating, który porównywał wydajność XP do Pentium 4. Ponieważ Athlon XP miał wyższy stosunek IPC niż Pentium 4 (i około 10% wyższy niż Thunderbird), był bardziej wydajny pomimo niższych częstotliwości taktowania.

### Thoroughbred
Czwarta generacja Athlona, druga generacja Athlona XP, jądro Thoroughbred, została wypuszczona 10 czerwca 2002 i była taktowana zegarem 1,43 GHz – 1700+ w skali PR. Nieco później stały się dostępne wersje 2400+ i 2600+ taktowane zegarem 2000 i 2133 MHz (przy FSB 133/266 MHz). AMD wyprodukował także wersje 2700+ i 2800+, ale były one dostępne tylko w śladowych ilościach.
Rdzeń Thoroughbreda wykonano w technologii 0,13 mikrometra (w odróżnieniu od procesu 0,18 mikrometrowego używanego przy Palomino) – oprócz tego te dwa jądra nie różniły się niczym. AMD miało poważne kłopoty z ciepłem generowanym przez pierwszą wersję Thoroughbreda, które zostały rozwiązane dopiero w wersji Thoroughbred B. Dopiero wtedy AMD na nowo zaczęło produkować procesory, które mogły się mierzyć z najszybszymi Pentium. Po podniesieniu prędkości FSB z 133 (266) na 166 (333) AMD wypuścił nową serię chipów – 2700+.

### Barton i Thorton
Barton to piąta generacja Athlona, która zaczęła być dostępna od 2003 roku z osiągami 2500+, 2600+, 2800+, 3000+ i 3200+. Nie podniesiono co prawda szybkości taktowania w porównaniu z poprzednią generacją Thoroughbred, ale wydajność procesorów wzrosła po powiększeniu pamięci podręcznej o 256 KB(w sumie do 512 KB) i dalszym zwiększeniu prędkości taktowania FSB do 200 (400) MHz – tylko w modelu 3200+ i jednej z wersji 3000+. Thorton to wariant Bartona z wyłączoną połową pamięci podręcznej drugiego poziomu (L2 cache), co powodowało, że chip był praktycznie ekwiwalentem Thoroughbred B. Dostępne były modele Thorton 2000+, 2200+, 2300+ i 2400+. W niektórych Thortonach można było przeprowadzić modyfikację na nowo włączającą połowę pamięci podręcznej.

### Mobile Athlon XP

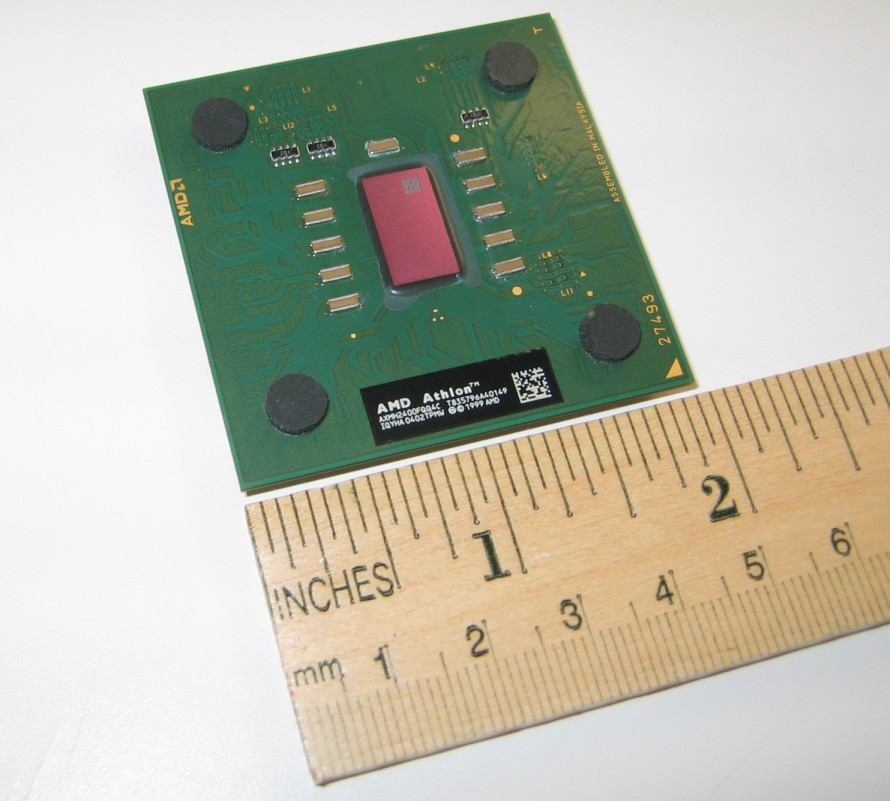
Athlon XPM 2004l

Mobile Athlon XP („Athlon XP-M”) jest funkcjonalnie identyczny do normalnego Athlona XP z tą tylko różnicą, że potrzebuje niższych napięć i mnożnik zegara procesora nie jest w nim zablokowany. Niższe wymogi zasilania powodują, ze XP-M wydziela znacznie mniej ciepła. XP-M posiadają także dodatkową funkcję „PowerNow!”, które automatycznie zmniejsza szybkość taktowania procesora w zależności od potrzeb.
Niektóre wersje Athlona XP-M używają gniazda µ-PGA.
Ponieważ wersja Mobile Athlona nie ma zablokowanego mnożnika częstotliwości taktowania, są one bardzo popularne wśród osób lubiących przetaktowywać procesory. Niektóre Athlony XP-M z jądrem „Barton” fabrycznie sprzedawane jako 2600+ (domyślnie zegar 2 GHz / 15x133 MHz) mogą być „podkręcone” nawet do 3,1 GHz (przy częstotliwości magistrali ponad 200MHz oraz obniżonym mnożniku, co dodatkowo zwiększa wydajność pracy całego systemu).

## Athlon 64

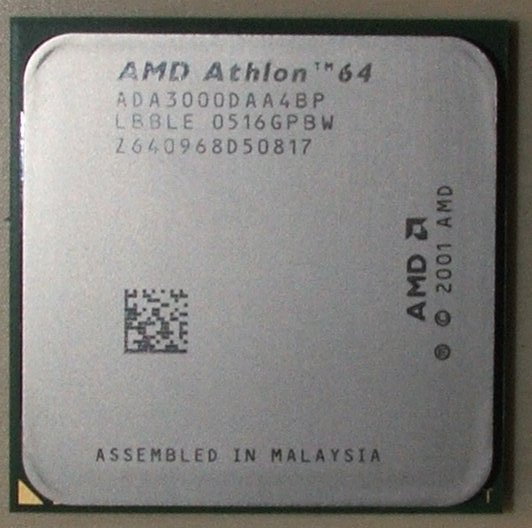
Procesor Athlon64 3000+ (1800MHz) socket 939

Athlon 64 nazwa handlowa procesora serii Athlon produkcji AMD, który obsługuje jednocześnie instrukcje 32- jak i 64-bitowe (technologia zwana inaczej AMD64 lub x86-64).

### Opis układu
Jest to wersja okrojona procesora AMD Opteron przeznaczonego do zastosowań serwerowych. Jedynym ograniczeniem w porównaniu do wersji serwerowej jest brak możliwości pracy w układzie wieloprocesorowym. W Athlonie 64 zastosowano wbudowany kontroler pamięci, co zredukowało koszty produkcji płyt głównych. Drugą od razu widoczną zmianą w stosunku do poprzedników jest zastosowanie tzw. Heat Spreadera, czyli zwykłej miedzianej płytki ochraniającej jądro przed ukruszeniem. Z powodu różnic konstrukcyjnych AMD stosuje specjalne oznaczenia dla odwzorowania wydajności układów w stosunku do produktów firmy Intel (tzw. Performance Rating) zastosowany już w procesorach Am5x86(1995).

### Wersje procesora
Athlon 64 występuje w kilku wersjach. Pierwsza dla komputerów niskobudżetowych obsługiwana przez płyty z gniazdem 754 (jednokanałowy kontroler pamięci, procesory wycofane z produkcji), dla zwykłych użytkowników na gniazdo 939 oraz dla entuzjastów, czyli seria FX (także gniazdo 939) i Athlon 64 X2 (posiadająca dwa rdzenie). W 2006 roku w sprzedaży pojawiła się wersja na podstawce AM2 posiadająca m.in. zintegrowany kontroler pamięci DDR2.

## Athlon 64 X2

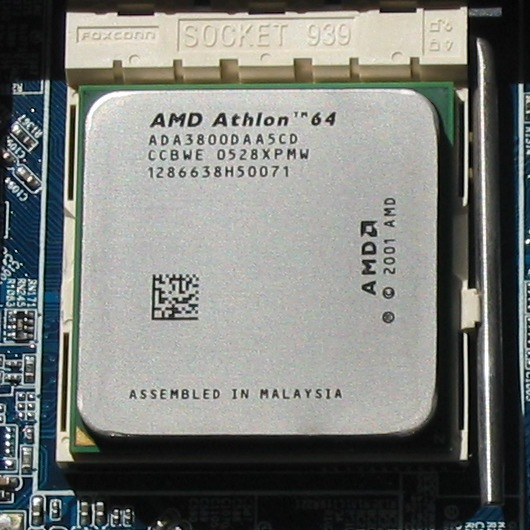
Athlon 64 X2 E6 3800+ w podstawce Socket 939

Athlon 64 X2 – pierwszy dwurdzeniowy procesor produkowany przez firmę AMD.
Zasadniczo procesor ten składa się z dwóch rdzeni procesora Athlon 64 połączonych razem na jednej kości z dodatkowymi układami logicznymi. Rdzenie współdzielące jeden dwukanałowy kontroler pamięci zależnie od modelu mają przydzielone po 256, 512 lub 1024 kB pamięci cache L2 na każdy rdzeń. Były produkowane w technologiach 90 i 65 nm SOI. Athlon 64 X2 był produkowany z czterema jądrami: Manchester, Toledo, Brisbane i Windsor.
Następcą linii procesorów „Athlon 64 X2” została linia „Athlon X2”, z której nazwy usunięto „64”. Krok ten był konsekwencją tego, iż firma AMD wykorzystywała wtedy architekturę 64-bitową we wszystkich produkowanych i planowanych procesorach.

## Athlon X2
Athlon X2 to kolejne rozwinięcie linii procesorów "Athlon 64". Założeniami nowej linii są odejście od używania do oznaczania procesorów ratingów porównujących ich wydajności do linii Pentium 4 firmy Intel, wprowadzanie procesorów wykonanych w procesie technologicznym 65 nm i nowszych, a także uwzględnienie w oznaczeniach procesorów wartości TDP.
Pierwsze modele nowej linii pojawiły się 1 czerwca 2007 i mają oznaczenia Athlon X2 BE-2300 oraz Athlon X2 BE-2350.

## Athlon APU
W kwietniu 2014 r. AMD wydało nową serię procesorów Athlon. Są wyposażone w jądra Kabini i kartę graficzną Radeon R3. Aktualnie (lipiec 2014) są dostępne dwa modele.
AMD Athlon 5150 o taktowaniu 1,6 GHz i AMD Athlon 5350 o taktowaniu 2,05 GHz. Oba procesory mają: po 4 rdzenie, współczynnik TDP 25W, pamięć L2 Cache o pojemności 2 Mb, taką samą kartę graficzną Radeon R3.

## Athlon 200
W 2017 roku AMD rozszerzyło linię procesorów Athlon o modele przeznaczone na podstawkę Socket AM4, bazujące na nowoczesnej mikroarchitekturze Zen oraz ulepszonej wersji Zen+. Procesory te zaprojektowano z myślą o użytkownikach poszukujących tanich, energooszczędnych i wszechstronnych jednostek obliczeniowych, które jednocześnie zapewniają obsługę nowoczesnych technologii oraz zintegrowane układy graficzne.
Athlon 200GE – pierwszy model oparty na architekturze Zen, oferujący taktowanie 3,2 GHz i grafikę Radeon Vega 3.
Athlon 220GE i 240GE – wersje z wyższymi częstotliwościami zegara, wynoszącymi odpowiednio 3,4 GHz i 3,5 GHz.
Athlon 3000G – ulepszona jednostka na architekturze Zen+, oferująca większe możliwości (m.in. podkręcanie), zintegrowana z układem Radeon Vega 3.